# Košariská
Košariská este o comună slovacă, aflată în districtul Myjava din regiunea Trenčín. Localitatea se află la altitudinea de 349 m deasupra n.m., se întinde pe o suprafață de 11,53 km2 și în 2017 număra 437 de locuitori.

## Istoric
Localitatea Košariská este atestată documentar din 1786.

## Demografie
| An:                | 1994 | 2004   | 2014   | 2024   |
| ------------------ | ---- | ------ | ------ | ------ |
| Număr de persoane: | 431  | 403    | 435    | 416    |
| Diferență:         |      | −6,49% | +7,94% | −4,36% |

| An:                | 2023 | 2024   |
| ------------------ | ---- | ------ |
| Număr de persoane: | 417  | 416    |
| Diferență:         |      | −0,23% |